# 天山黄堇
天山黄堇（学名：Corydalis semenovii）为罂粟科紫堇属下的一个种。

## 扩展阅读
維基物種上的相關：天山黄堇